# Brătășani, Teleorman
Brătășani este un sat în comuna Trivalea-Moșteni din județul Teleorman, Muntenia, România. Se află în partea de nord a județului, în Câmpia Găvanu-Burdea. La recensământul din 2002 avea o populație de 842 locuitori. Biserica ortodoxă cu hramul " Sf. Nicolae" a fost construită din lemn în perioada 1825 - 1835 și este monument istoric (cod:TR-II-m-B-14301).